# Anne Cromwell's Virginal Book

Anne Cromwell's Virginal Book est un recueil de pièces pour clavier datée de 1638. Les textes musicaux donnent une idée du répertoire qui pouvait être joué à l'époque dans un contexte privé.

## Le manuscrit
Le livre, relié, porte les initiales « AC » sur le dos et la couverture. À l'origine, il contenait 51 pages, mais cinq ont été arrachées. Le verso de la page de titre porte un tableau des valeurs de notes, ainsi que ces vers :
Fouer moodes in musicke you shall find to bee

But two you only use which heare you see

Devided from the sembreefe to the quaver

Which you with ease may larne if you endevour.
Sur chacune des trente-trois pages suivantes, il y a huit paires de portées et cinquante morceaux en tout. Le manuscrit est rédigé par deux mains différentes. Les autres pages sont vides, sauf la dernière qui porte au verso :
| This Book was my Grandmothers Ann Daughter and Coheiresse of Henry Cromwell Esqr. of Upwood in Count. Huntingdon & was dated 1638 But somebody has torn out ye Leaf. |  |  | Ce livre était à ma grand-mère Anne, fille et Coheiresse de Henry Cromwell de Upwood. Huntingdon ; il était daté de 1638, mais quelqu'un a arraché la feuille. |

Le livre est actuellement conservé au Musée Cromwell à Huntingdon. Prêt du Musée de Londres sous la cote Ms.46, 78/748.

## L'auteur
Anne Cromwell, née en 1618, est la cadette de Henry Cromwell († 1630) de Upwood, aujourd'hui dans le Cambridgeshire. Henry était le frère de Robert Cromwell (ca. 1570-1617), le père d'Oliver Cromwell, faisant ainsi d'Anne, une cousine germaine du Lord Protecteur. Anne épousa plus tard John Neale de Dean, Bedfordshire. Son Coheiresse était sa sœur Elizabeth Cromwell (née en 1616) qui a peut-être aidé à la rédaction du manuscrit.

## Contenu du manuscrit
Les pièces du manuscrit sont destinées à un amateur et relativement simples d'exécution. Les formes varient : chansons, danses, psaumes, symphonies, masque... Un grand nombre de pièces sont anonymes et seuls neuf morceaux sont attribués : six à Simon Ives (1600-1662), un à John Ward, un à Bulstrode Whitelocke et, possiblement, un à Thomas Holmes († 1638).
Cependant quelques pièces peuvent être identifiées à partir d'autres sources. Il s'agit de John Bull, John Dowland et Henry Lawes. 
1. A Preludium (John Bull)
2. A Psalme
3. Mrs Villers Sport:
4. Besse A Bell
5. Daphny
6. The Building of Polles
7. The French Balletto
8. A French Tuckato
9. Fortune my foe
10. In the dayes of old
11. Frogges Galliard (John Dowland)
12. [sans titre]
13. Mr Wards Masque (? John Ward)
14. The Princes Masque
15. A Toy
16. The Queens Masque
17. The New Nightingall
18. The Meiry Companion
19. An Ayre
20. The meiry Milke-maide
21. Simphony
22. The Queenes Galiard
23. Simphony
24. Simphony
25. A Corranto
26. A Masque
27. The meiry old man:
28. The healthes
29. The Sheepeard
30. The Duke of Buckeinghams Masque
31. The Milke maide
32. The wiches
33. Symphony
34. The choyce by Mr Ives (Simon Ives)
35. [untitled]
36. Mr W: M: delight (Simon Ives)
37. The Scotch tune
38. The Blaseing Torch
39. Mr Holmes Coranto (? Thomas Holmes)
40. [sans titre]
41. Mr Whitelockes Coranto (Bulstrode Whitelocke)
42. Simphony by Mr Ives (Simon Ives)
43. Among the mirtills (Henry Lawes)
44. [sans titre]
45. An almon by Mr Ive (Simon Ives)
46. A Coranto by Mr Ive (Simon Ives)
47. A Coranto by Mr Ive (Simon Ives)
48. The Maide
49. A Simphony by Mr Ive (Simon Ives)
50. al done

## Édition
- Anne Cromwell's Virginal Book, 1638. par Howard Ferguson, Oxford University Press, 1974.  (ISBN 0-19-372637-8)